# Karel Škréta
Karel Škréta Šotnovský ze Závořic, född 1610 i Prag, död där 30 juli 1674, var en tjeckisk målare. 
Škréta utbildades i Venedig, Bologna och Rom och var verksam i Prag, där han 1644 blev medlem av och 1653–61 var senior i målargillet. Bland hans arbeten märks Lukas målande Marias porträtt, Den helige Wenzel och porträtt (båda dessa i Rudolfinum i Prag) samt Evangelisterna i Dresdengalleriet.